# خوسيه ماريا ألفاريز
خوسيه ماريا ألفاريز (بالإسبانية: José María Álvarez)‏ (31 مايو 1942 - 7 يوليو 2024)، هو شاعر ومترجم وكاتب روائي إسباني. وُلد وتوفي في مدينة قرطاجنة في إسبانيا.